# 少花粉苞菊
少花粉苞菊（学名：Chondrilla pauciflora）是菊科粉苞菊属的植物。分布在哈萨克斯坦、俄罗斯、乌兹别克斯坦以及中国大陆的新疆等地，生长于海拔900米至1,700米的地区，多生长于砾石草原，目前尚未由人工引种栽培。